# Лизиеро, Игор
Игор Матеус Лизиеро Перейра (порт.-браз. Igor Matheus Liziero Pereira; родился 7 февраля 1998 года, Жалис, штат Сан-Паулу) — бразильский футболист, полузащитник клуба «Сан-Паулу».

## Биография
Лизиеро — воспитанник клуба «Сан-Паулу». C сезона 2018 года привлекается к тренировкам с основной командой. 22 апреля 2018 года дебютировал в бразильской Серии А в поединке против «Сеары», выйдя на замену после перерыва вместо Режиса.
В январе 2022 года был отдан в аренду в «Интернасьонал».
Со сборной Бразилии принимал участие в юношеском чемпионате мира 2015 года, сыграл в двух встречах. Вместе с командой дошёл до четвертьфинала.

## Титулы и достижения
- Чемпион штата Сан-Паулу (1): 2021
- Победитель молодёжного кубка Сан-Паулу (1): 2019